# 城山日出峰
33°27′28″N 126°56′32″E / 33.457778°N 126.942222°E
城山日出峰（韓語：성산일출봉）是位於韓國濟州島東端的一個火山丘，海拔高179公尺，形成於更新世後期，約4萬至12萬年前由海底火山爆發形成的火山噴發口:51。城山日出峰在2000年7月被列為大韓民國天然紀念物第420號。2007年城山日出峰與其他六個項目以「濟州火山島和熔岩洞」名稱申報世界遺產成功，成為韓國第一個自然遺產。

## 簡介
城山日出峰位於西歸浦市城山邑，原本為一座獨立的火山島，後來由於沙子、碎石堆積，與「新陽涉地可支海邊」（韓語：신양 섭지코지해변）相連，形成濟州島的一個突出半島。城山日出峰頂端觀賞日出為瀛州十景（濟州十大美景）之一，其特點為可從海平線上看到緩緩升起的太陽染紅整片海洋。

### 地質
城山日出峰為海底火山爆發所形成，海拔高179公尺，火山口最低點海拔高89公尺，火山口略呈碗狀，直徑為570公尺、深90公尺，火山口面積達21.4公頃。火山形成於更新世後期（約4萬至12萬年前），以敘爾特塞式噴發（Surtseyan eruption）所形成。火山除了西北角之外，其他部分已經受到海浪侵蝕，特別是東北角侵蝕最為嚴重，從火山口至海面已呈現接近垂直的懸崖，目前海蝕仍持續進行，但火山的西北角未受海浪侵蝕，保持火山丘原有的坡度，可提供作為古代地質之研究。:51

### 生態
在城山日出峰中，有220種陸地動物，已鑑定出屬於73個科、179個屬的動物。在植物方面，野菰（學名：Aeginetia indica）為重要的物種，常寄生於中國芒（學名：Miscanthus sinensis）之上，在韓國，僅有在濟州島少數地區才有這個物種。此外，城山日出峰沿海地區已發現300多種海洋植物，其中部分為當地的的特有種，例如學名為Dasysiphonia chejuensis（濟州絨管藻）的一種红色藻類，僅出現於城山日出峰附近沿海地區:53。

### 保護情況
城山日出峰為巨大的碗狀扁平火山口，與常見的火山口不同，其具備豐富之生態，並且有數種特有種。城山日出峰以及周邊1公里沿岸海域在2000年7月被列為大韓民國天然紀念物第420號，受政府保護。

## 世界遺產登錄
2007年6月至7月，第31屆世界遺產委員會會議於紐西蘭基督城召開，由韓國申報的項目「濟州火山島和熔岩洞」經大會通過登錄為世界遺產，「城山日出峰」在名單之中，編號為1264-007號。
该世界遗产被认为满足世界遺產登錄基準中的以下基準而予以登錄：
- （vii）包含出色的自然美景与美学重要性的自然现象或地区。
- （viii）代表生命进化的纪录、重要且持续的地质发展过程、具有意义的地形学或地文学特色等的地球历史主要发展阶段的显著例子。[8]

| 世界遺產編號 | 名稱       | 所在地                     | 保護範圍 | 緩衝範圍 |
| ------------ | ---------- | -------------------------- | -------- | -------- |
| 1264-007     | 城山日出峰 | 33°27'28.0"N 126°56'32.0"E | 51.8公頃 | 117公頃  |

## 圖集

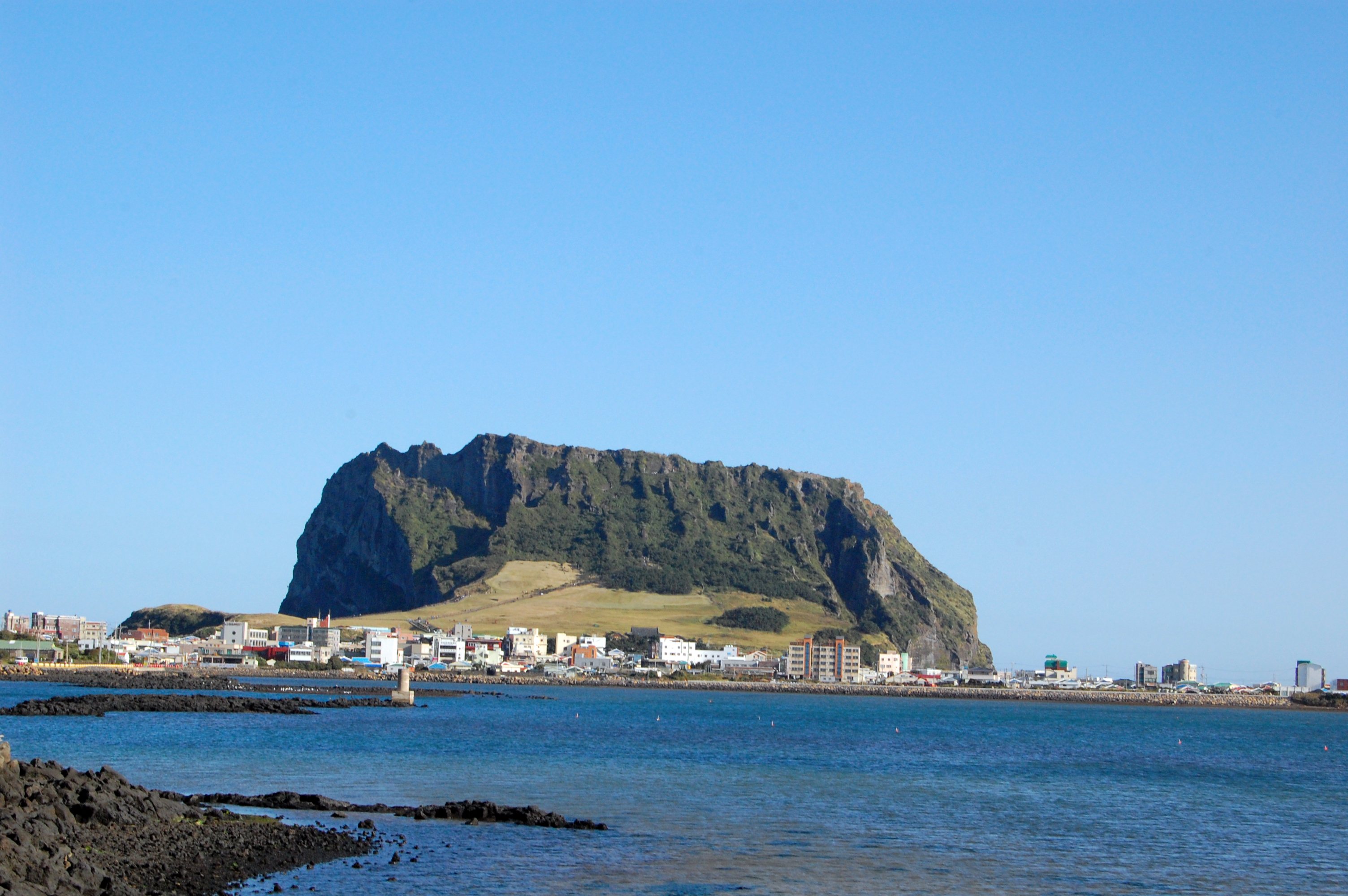
城山日出峰遠景
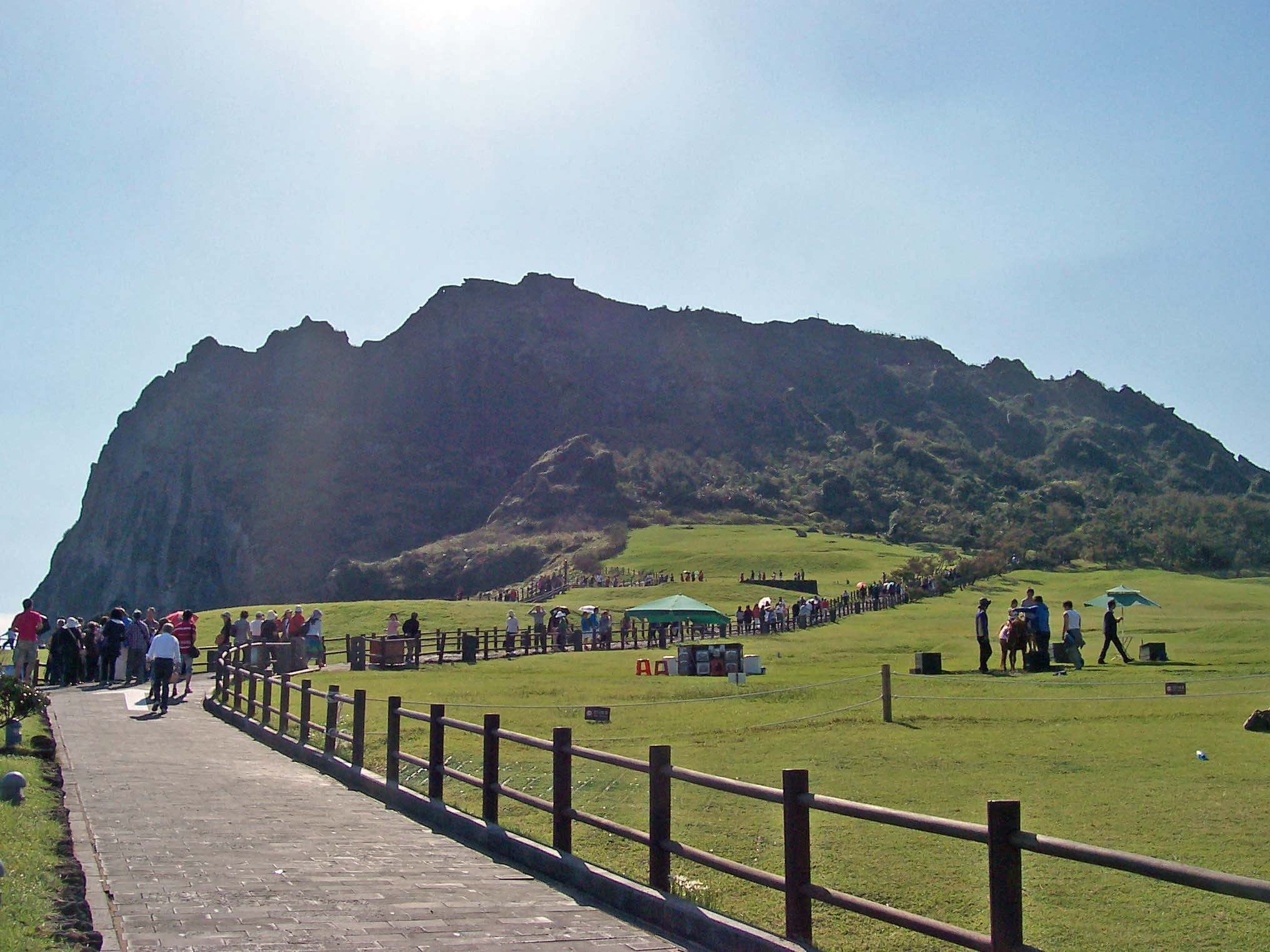
城山日出峰山腳
城山日出峰步道
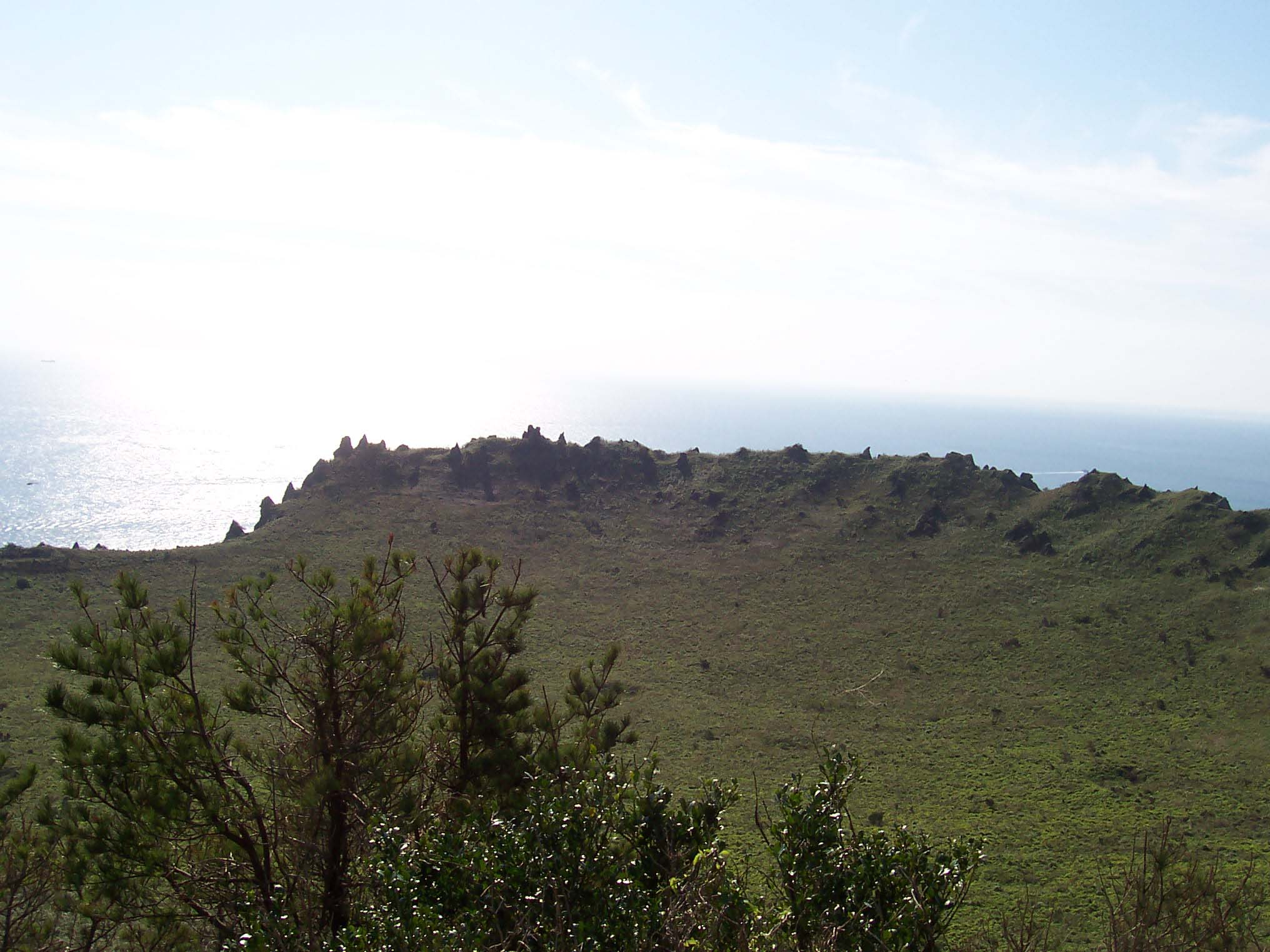
城山日出峰火山口
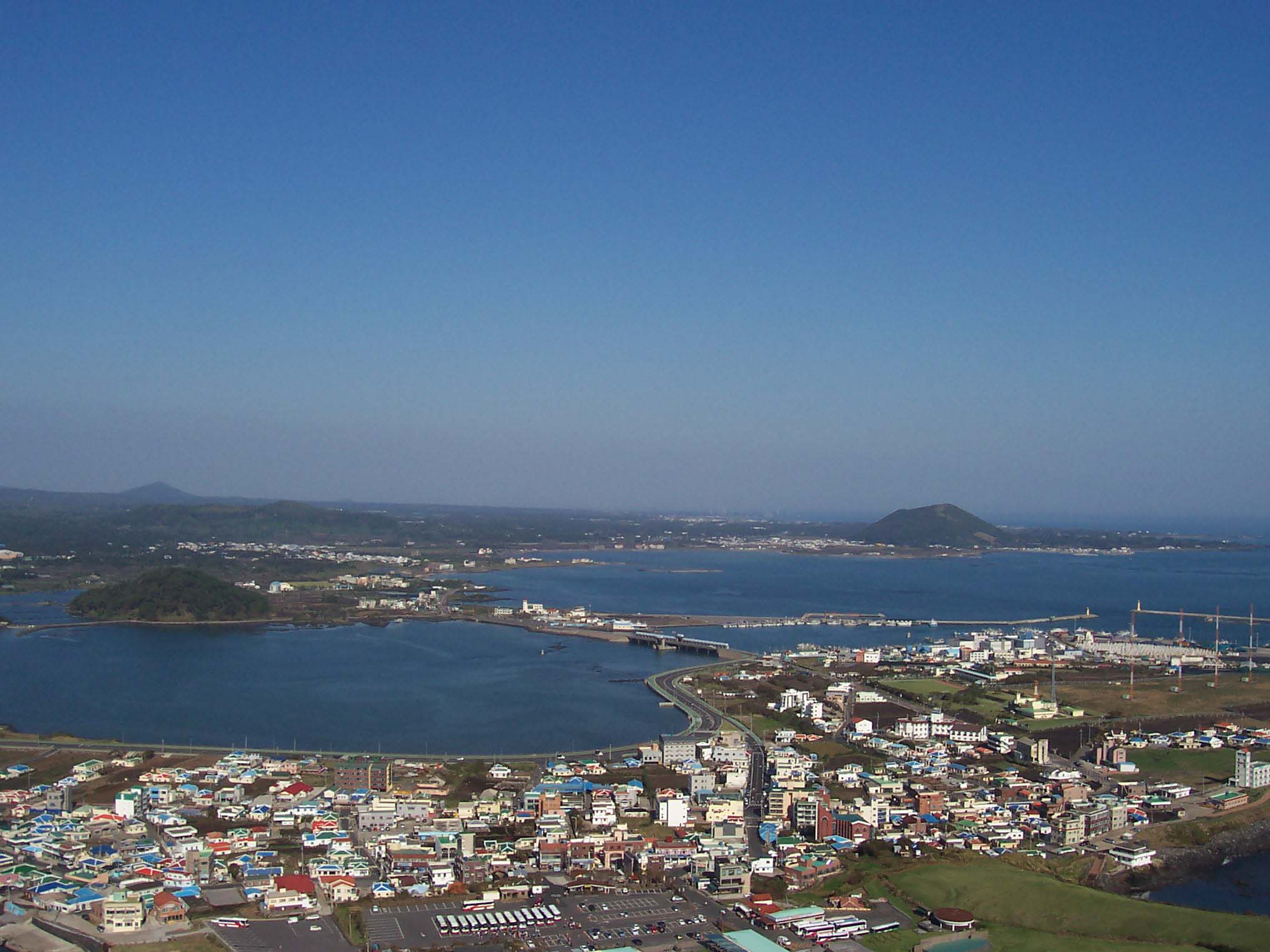
於城山日出峰峰頂遠觀的景色